# Лихтенхайн-Бергбан
Лихтенхайн-Бергбан (нем. Lichtenhain/Bergbahn) — коммуна в Германии, в земле Тюрингия.
Входит в состав района Заальфельд-Рудольштадт. Подчиняется управлению Бергбанрегион/Шварцаталь. Население составляет 351 человек (на 31 декабря 2006 года). Занимает площадь 3,26 км². Официальный код — 16 0 73 051.